# 말레이시아어
말레이시아어(말레이어: Bahasa Melayu moden)는 말레이시아의 공용어로, 말레이어의 믈라카 방언을 표준어화한 것이다. 현재 말레이시아의 실질적인 공용어이나, 헌법에는 이 언어 및 인도네시아어 등을 포함한 '말레이어'가 공용어로 되어있다. 지역에 따라 일부 차이는 있으나, 표준어는 피아와이(piawai)라고 불리는 것이다. 이 문서에서는 좀 더 확실히 구분하고자, '말레이시아어'라고 하겠다.

## 개요
이 언어는 말레이시아의 실질적인 공용어이며, 말레이어의 일종이다. 이름을 말레이시아어라고 하는 이유는 인도네시아의 인도네시아어나 브루나이의 브루나이어와 구분하려는 차원에서 그렇지만, 이에 대해서는 적지 않은 논란이 존재한다. 특히 인도네시아는 인도네시아어라고 하며, 자국어를 '말레이어'라고 칭하지 않아 논란은 더 크다. 이는 미국에서 자국어를 '미국어'라 하지 않고 '영어'라고 하고, 베네수엘라에서 자국어를 '베네수엘라어'라 하지 않고 '스페인어'라고 한다는 점에서, '말레이시아어', '인도네시아어' 역시 '말레이어'라고 하는 게 맞다는 주장이다. 말레이시아 내에서도 자국어를 그냥 '말레이어'라고 하기도 하나, 실제 이 말은 좀 더 정확히 말하자면 말레이 제도 지역의 방언들을 규합한 언어를 말한다.
말레이시아의 실질적인 공용어이지만, 헌법에는 '말레이어'라고 되어 있다. '말레이시아 말레이어'라는 표현도 사용된다. 지역에 따라 조금씩 차이가 있긴 하지만, 여기서 말하는 말레이시아어는 과거 조호르리아우어, 고급 말레이어, 믈라카어 등을 통일해 개정한 피아와이(piawai)이다. 싱가포르는 중국식 방언을, 브루나이는 사바식 방언을 따르지만, 두 나라 역시 표준어는 말레이시아어를 따른다(다만, 브루나이의 경우는 anda를 awda라고 하더라도 표준으로 인정된다). 단지 인도네시아만 그렇지 않을 뿐이다. 그렇다고 해서 인도네시아가 이 언어를 전혀 사용하지 않는 것은 아니다. 인도네시아어는 이 언어와 상당히 비슷하며, 특히 말레이시아나 싱가포르와 가까운 수마트라 동부지역, 리아우 제도, 칼리만탄 등에서 사용하는 말레이어는 이 언어에 더 가깝다.
말레이시아의 실질적인 공용어로써, 공공 부문은 물론 일상생활에서 가장 많이 사용되며, 말레이시아 대학 입시 시험인 SPM에서는 이 언어 과목이 필수 과목으로 되어 있다.

## 지역별 차이
말레이시아가 다민족/다문화 국가인 만큼 이 언어도 지역에 따라 차이가 있다. 정식 표준어의 경우, 'a'로 끝날 경우 'e'로 발음한다. 이는 주로 쿠알라룸푸르, 슬랑오르 등 수도권을 중심으로 한 방언이며, 사바, 사라왁, 라부안 등 보르네오 지역에서는 'a' 그대로 발음한다. 'o'의 경우, 보르네오 지역에서는 'u'처럼 발음하는 경우가 종종 있다(예: bodoh/buduh, boleh/bulih, rosak/rusak).

## 같이 보기
- 인도네시아어
- 자위 문자